# 地狱犬号胸墙浅水重炮舰
“地狱犬”号（HMVS Cerberus）是一艘地狱犬级胸墙浅水重炮舰，曾在1871年至1924年期间先后服役于维多利亚海军部队、联邦海军部队和澳大利亚皇家海军。
“地狱犬”号在查尔斯·帕斯利的监督下在英国贾罗的帕尔莫斯造船和钢铁公司建造，用于英属澳洲殖民地的海岸防务。该舰于1870年竣工，1871年抵达澳大利亚东南海岸的墨尔本。随着澳大利亚联邦的成立，该舰于1901年被编入刚成立的联邦海军，并在1911年澳大利亚皇家海军成立后变更舰名前缀为“HMAS”。到第一次世界大战时，“地狱犬”号的武装和锅炉已经不堪使用，因此该舰被改为警卫舰和军需仓库，同时也肩负着刚刚起步的皇家澳大利亚海军学院的人员培训。1921年，该舰被重新命名为“鸭嘴兽II”号，并作为澳洲海军旗下六艘J级潜艇的潜艇母舰。
1924年，“地狱犬”号被当废品出售，最终被作为防波堤凿沉在墨尔本的半月湾。近些年来，该舰的残骸成了民众水肺潜水和野营的热门场所，但是在1993年该舰发生了一次结构性坍塌。由于该舰作为最后的浅水重炮舰之一，是澳大利亚殖民地海军中唯一幸存的舰只，同时也是世界上仅存的两艘拥有科尔炮塔的舰只之一，民间团体为了保存这艘舰已经进行了数次运动。

## 设计

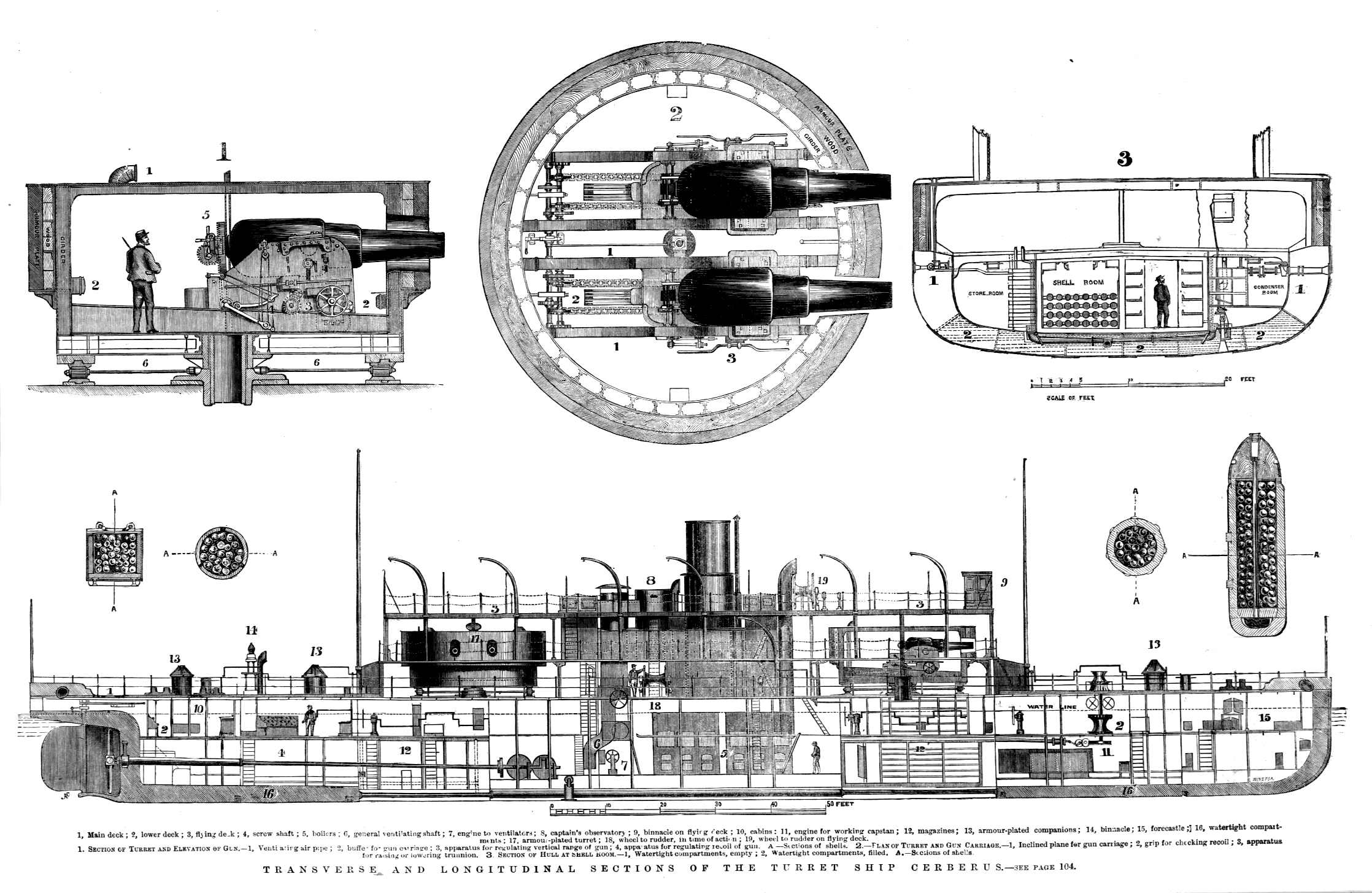
“地狱犬”号的横向和纵向剖面图，1871年雕版

“地狱犬”号得名自希腊神话中冥王哈迪斯的三头护卫犬——刻耳柏洛斯。“地狱犬”号是第一艘胸墙浅水重炮舰，这种舰与此前的铁甲舰不同，其舰体中央上层建筑装有搭载重型炮的可旋转炮塔。该舰由英国皇家海军首席建造师爱德华·里德爵士设计。“地狱犬”号还有一艘姊妹舰“马格达拉”号，另外还建造了五艘具有类似设计的舰只（“阿比西尼亚”号以及四艘独眼巨人级），用于大英帝国（殖民地）周边的海岸防御。这七艘舰在民间被称为“怪物级”（Monster class）。
“地狱犬”号长225英尺（68.6），舷宽45英尺1英寸（13.7），吃水深15英尺6英寸（4.7）。 本舰有4英尺（1.2）的干舷，而胸墙在甲板上方向上延伸了7英尺（2.1），有112英尺（34）长。标准配置下，本舰成员由12名军官和84名水手组成，另外还有40人在战时作为舰上的配备补充。“地狱犬”号的最高速度为9.75節（18.06每小時；11.22英里每小時），巡航速度为6節（11每小時；6.9英里每小時）。
“地狱犬”号的两具直径12英尺（3.7）螺旋桨由莫兹利父子&菲尔德厂制造的两台水平双缸双作动蒸汽机驱动。这两台蒸汽机的气缸直径43英寸（110），行程为27英寸（69），由燃煤锅炉提供30磅力每平方英寸（210千帕斯卡）蒸汽。在海试中，蒸汽机产生了1,369匹指示馬力（1,021千瓦特）。“地狱犬”号是第一艘完全由蒸汽驱动的英国军舰。在携带240吨燃煤的情况下，该舰可以以最高航速续航5天（每天50吨燃煤消耗量），而巡航速度下可以续航10天（每天仅消耗24吨燃煤）。该舰不适合远洋航行。

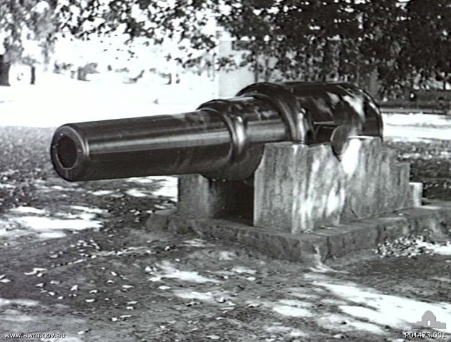
“地狱犬”号所使用的10英寸主炮

4门10英寸主炮分别安装在两座炮塔中。这四门火炮每门重18長噸（18公噸），每次发射后炮身都必须要完全收回进炮塔内后才能重新装填。为此可以每三分钟发射一发重400磅（180）的炮弹，射程可达4,000碼（3,700）。上层建筑前后各安装一座炮塔，每一座炮塔的射界为270°，需要33名舰员协同操作手摇装置将其调整至目标位置。这种旋转炮塔由考珀·菲普斯·科尔上校设计。
该舰舰体上装有6至8英寸（150至200）厚的水线装甲带，装甲带后衬有9至11英寸（230至280）厚的柚木。保护舰桥的装甲堡装甲厚8至9英寸（200至230），炮塔的正面厚度为10英寸（250），侧面厚9英寸（230）。舰上甲板装甲厚1至1.25英寸（25至32）。为了增加保护，“地狱犬”号可以将水注入压载舱，以此降低已经很低的干舷直到只有炮塔和胸墙可见。
海军上将乔治·亚历山大·巴拉德形容这些胸墙浅水重炮舰就像“骑在驴子上的全副武装的骑士，容易躲避但难以与之近距离作战”。《康威世界战舰（1860-1905年版）》的编辑罗伯特·加德纳、罗杰·切斯诺和尤金·M·科莱斯尼克指出，“（“地狱犬”号代表了）英国实用炮塔舰设计的开端，它没有帆船动力，舰桥前后都装有炮塔，火力覆盖几乎没有中断。”当投入服役时，这艘炮舰的性能被认为优于澳大利亚地区配属的所有军舰。“地狱犬”号的设计在1871年经爱德华·里德爵士放大成为皇家海军第一艘无帆炮塔舰“蹂躏”号。这一设计对战列舰设计思路产生了深远的影响，直到1905年无畏舰的出现。

## 建造
1866年，维多利亚政府订购了一艘舰船，用于补充菲利普港的岸上防御设施，并在俄国方面发动袭击的情况下保卫殖民地。“地狱犬”号就是基于这样的理解下订购的，即如果该舰的任务不是保卫英国殖民地，那么该舰将回到英国海军部的指挥之下。
“地狱犬”号由帕尔莫斯造船和钢铁公司在泰恩河畔贾罗的造船厂建造。该舰于1867年8月1日开始建造，1868年12月2日下水，1870年8月完工。“地狱犬”号的建造成本为117,556英镑，其中英国海军部承担了80%的费用。

## 服役历史

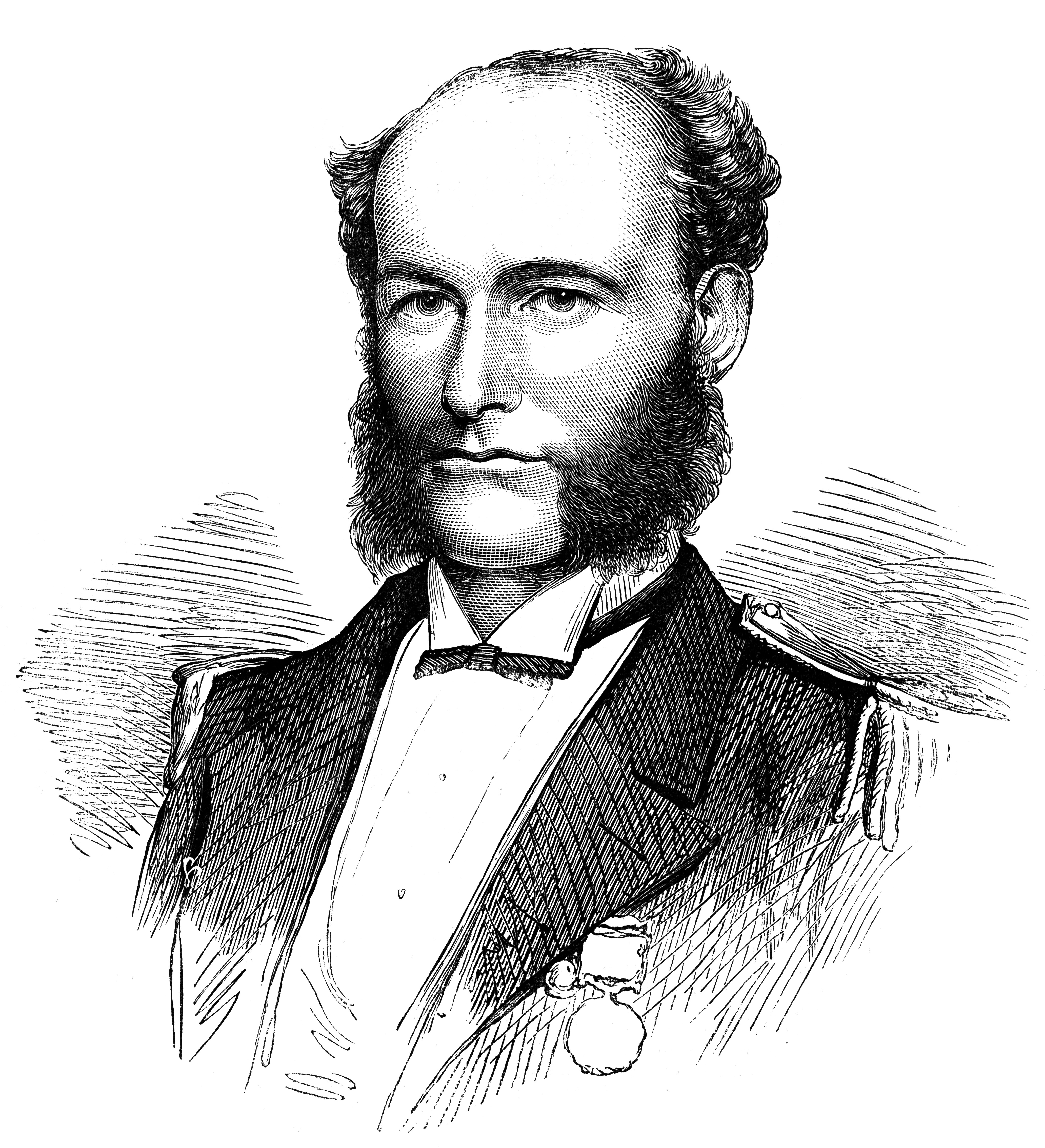
威廉·亨利·潘特上尉（1841-1915年），“地狱犬”号第一任指挥官（任期1870-1877年）

完工后，“地狱犬”号被注册为一艘前往澳大利亚的商船。为了改善航行性能，在前往澳大利亚的航程中，舰体两侧船壳都加高到了跟胸墙一样的高度。1870年10月29日，该舰首次尝试从查塔姆出发前往墨尔本，但由于风暴天气导致舰只失控，几天内便返回了。返回英国水域后，“地狱犬”号被安装了临时桅杆，以便作为一艘三桅帆船进行编帆；这样可以提供对蒸汽机的备份动力，并在需要重新加煤之前最大程度地延长航程。同年11月7日，“地狱犬”号再次出发，尽管遇到了跟前一次相似的恶劣天气，但该舰还是坚持前行。在该舰悬挂维多利亚州旗通过苏伊士运河时，由于载煤量仅够10天，不得不需要经常停靠和接受补给。该舰平坦的舰底和较低的吃水深度意味着在恶劣气候下舰体滚转角度可达中心向外侧40°。其恶劣的驾驶环境数次几乎导致舰员发动叛变。
该舰最终于1871年4月9日上午抵达墨尔本，之后立刻就被任命为维多利亚海军的旗舰。然而公众对该舰的到来评价不高，很快就给它起了个“浮动煤气罐”的绰号。
1881年3月5日，“地狱犬”号的五名舰员因乘坐的小船在演习期间被一枚水雷摧毁而死亡。这是该舰在其服役历史中发生的唯一一起人员伤亡事件。1882年12月，维多利亚州克雷斯威克的新澳大利亚金矿发生水灾后，“地狱犬”号派遣了两名潜水员前往帮助寻找被困在矿井深处的矿工。两人于水灾发生两天后的12月14日抵达，但由于与他们所带的潜水服尺寸不合适，而且只有500英尺（150）通风软管可用，而矿工距离矿井入口至少有1,500英尺（460米），所以无法提供及时有效的帮助。

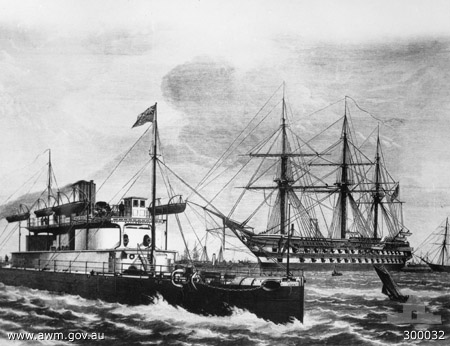
艺术家刻画的“地狱犬”号炮舰以及“纳尔逊”号训练舰

该舰于1887年安装了防鱼雷网和桅杆。在1890年代的某个时候，“地狱犬”号被重新指定为仓储舰。1900年5月，船员中的一人开始出现鼠疫的症状。因此，舰上的所有人员都被隔离在尼皮恩角。
随着1901年澳大利亚联邦的成立，“地狱犬”号和其他所有原属殖民地海军的大小舰船都被转隶至新成立的澳大利亚联邦海军部队。这一组织在1911年更名为澳大利亚皇家海军，而“地狱犬”号也因此获得了“HMAS”的前缀。到了1909年，“地狱犬”号已经严重老化，无法产生足够的蒸汽来驱动自身。在第一次世界大战期间，该舰被用作警卫舰和弹药储存船。1913年澳大利亚皇家海军学院成立初期，由于还不是正式机构，其人员被列入“地狱犬”号的薪资簿上。到1914年，这艘炮舰的主炮已无法使用，只能依靠轻型武器进行防御。
在六艘J级潜艇转隶至皇家澳大利亚海军之后，“地狱犬”号于1921年4月1日更名为“鸭嘴兽II”号（以潜艇补给舰“鸭嘴兽”号的名字命名），并重新分类为二级潜艇补给舰。为此，该舰被拖到吉隆。而原“保护者”号则继承“地狱犬”号的舰名，并配属到西港湾的训练基地；该基地在1921年也以此命名。

## 退役和结局
1924年4月23日，塞伯勒斯以409英镑的价格被墨尔本打捞公司收购，买家打算将其拆解为废铁。该舰于5月14日从科里奥湾被拖至威廉斯敦海军船坞进行拆解。打捞公司拆解了他们能够拆解的部分后，又以150英镑的价格将“地狱犬”号转手给了桑德灵厄姆市政府。1926年9月26日该舰被凿沉在半月湾，成为黑岩游艇俱乐部（Black Rock Yacht Club）的防波堤。穷其一生，“地狱犬”号从未离开过菲利普港，也从未在实战中开火。
沉船位于大约110英尺（3.0）深的水中，离海岸不到650英尺（200）。随着时间的推移，防波堤变成一个颇受欢迎的潜水地点。该舰的内部也被用作蛙人的训练课程。而其露天平台经常被用来野餐。
在1970年代，“地狱犬”号保护信托基金成立，以研究将“地狱犬”号打捞并修复的可行性。然而，到了1983年，该信托基金似乎并没有取得多少进展。

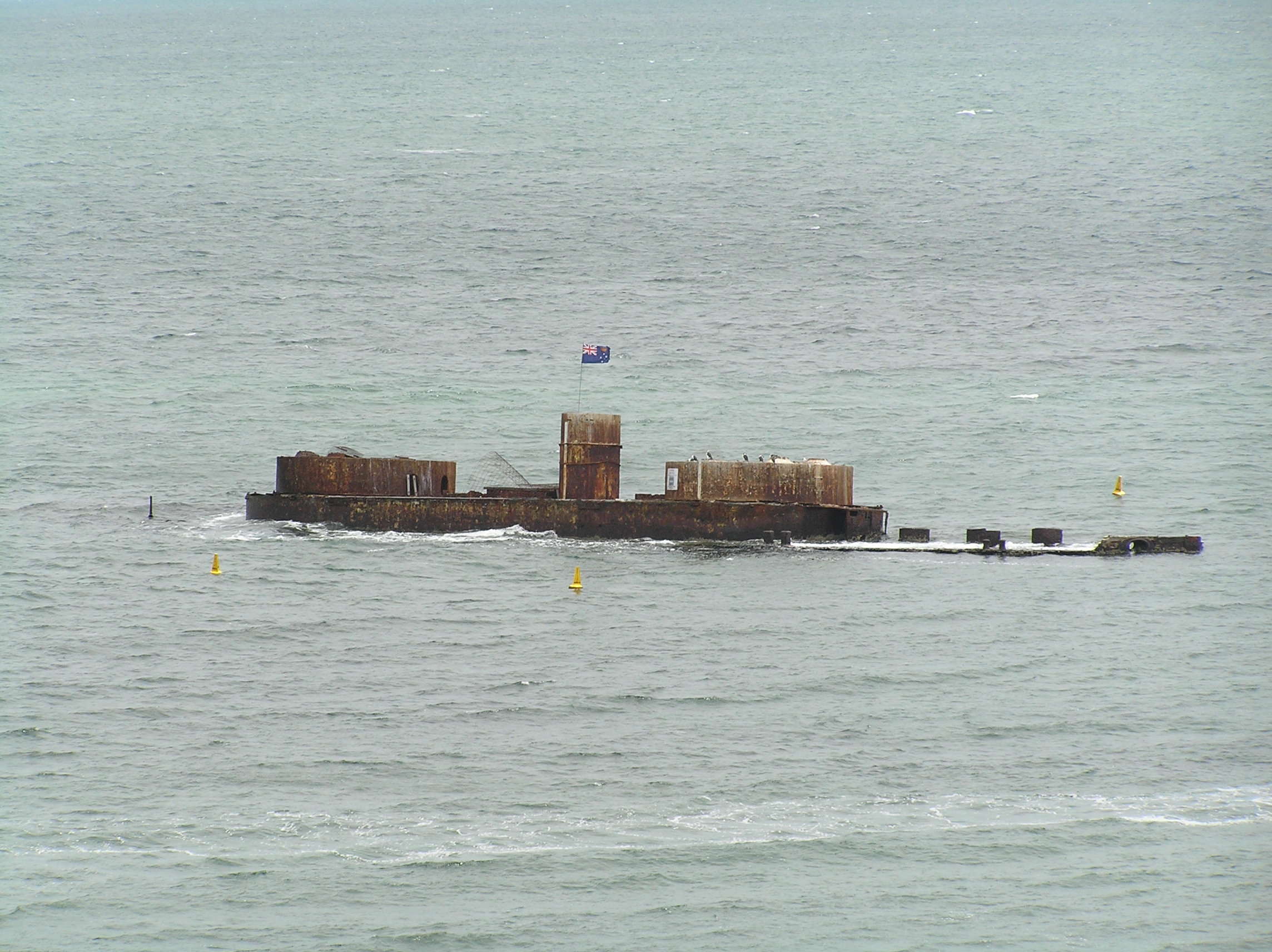
2007年“地狱犬”号的残骸

1993年，由于锈蚀的甲板支撑和支柱垮塌，“地狱犬”号发生了重大的结构性坍塌，只剩下甲板横梁来支撑甲板、炮塔和上层建筑。该舰开始以每年16（0.63英寸）的速度下沉。此后，在残骸的周围设置了100（330英尺）的隔离区。旨在保护“地狱犬”号的组织“地狱犬之友”发起募集资金，计划将4门18吨重的炮拆下以减轻甲板负担，而维多利亚州政府最终于2004年10月提供了8万澳元的拨款给该项目，并由维多利亚文物管理局负责具体的项目管理。经过防腐处理和电解处理后，这几门炮被拆下放置在海底靠近残骸本体的位置。
从2005年末开始，“地狱犬之友”开始计划筹集550万澳元的资金，用于稳定沉船遗址。首先通过安装额外的甲板和炮塔支撑（每座炮塔重200吨），然后将舰体从海床上抬起并放置在水下支架上。为了吸引来自联邦和维多利亚州政府的资金，“地狱犬之友”和国家信托基金提名了这个沉船遗址进入遗产名录，并最终于2005年12月14日获得了成功。“地狱犬”号还被列入了维多利亚遗产名录，并被包括在当地的文物保护覆盖范围内。2008年7月，“地狱犬之友”向联邦政府申请50万澳元的拨款获得了成功，维多利亚州国家信托公司代表“地狱犬之友”持有这笔资金。最初这笔钱是用于建造一个千斤顶框架和支撑架，但在2010年末，这笔钱改为用于该舰炮塔的结构保护工作。到2012年4月，这笔资金的用途再次发生了变化，计划将拨款用于控制沉船的腐蚀，并在附近海岸线上安装“解释设备”。

## 脚注

### 引用
1. 1 2  张恩东 (2018)，第60頁.
2. ↑  李昊 (2020a)，第58頁.
3. ↑  江泓 (2015)，第10頁.
4. ↑  江泓 (2015)，第28頁.
5. ↑  Gould (2000)，第279–280頁.
6. 1 2 3 4 5 6 7 8 9 10 11  King (2005)，第71頁.
7. ↑  Gould (2000)，第277頁.
8. 1 2 3 4 5  Paine (2000)，第33頁.
9. ↑  江泓 (2015)，第6頁.
10. 1 2 3 4 5 6 7 8 9  Gillett (1977)，第113頁.
11. 1 2  张恩东 (2018)，第63頁.
12. ↑  Gould (2000)，第279頁.
13. 1 2  Gillett (1977)，第22頁.
14. ↑  Bastock (1975)，第23-24頁.
15. 1 2 3 4 5 6 7 8 9 10 11  Stevens (2001)，第16頁.
16. ↑  李昊 (2019)，第276頁.
17. ↑  Ballard (1980)，第218, 248頁.
18. ↑  Ballard (1980)，第248頁.
19. ↑  Ballard (1980)，第248–249頁.
20. 1 2 3 4  Heritage Division (2010)，第21頁.
21. ↑  李昊 (2019)，第305頁.
22. ↑  Gould (2000)，第280-281頁.
23. 1 2 3 4  Gardiner (1979)，第21頁.
24. ↑  Gould (2000)，第278-279頁.
25. 1 2 3 4  Paine (2000)，第34頁.
26. ↑  Ballard (1980)，第219頁.
27. 1 2  Gardiner (1979)，第23頁.
28. 1 2 3 4 5 6 7  Gillett (1977)，第23頁.
29. 1 2 3  Bastock (1975)，第24頁.
30. 1 2  Quarstein (2006)，第234頁.
31. ↑  Penney (2001)，第194頁.
32. ↑  Penney (2001)，第194-196頁.
33. ↑  Gillett (1977)，第106頁.
34. 1 2  Laws & Stewart (2006)，第296頁.
35. ↑  Gillett (1977)，第38頁.
36. ↑  Stevens (2001)，第23-24頁.
37. 1 2 3  Gillett (1983)，第55頁.
38. 1 2  Bastock (1975)，第25頁.
39. ↑  Gillett (1977)，第111頁.
40. ↑  Mitchell (2009)，第24頁.
41. 1 2  Dousset (2007)，第48頁.
42. ↑  Gillett (1977)，第114頁.
43. ↑  Gillett (1977)，第33頁.
44. 1 2 3  Garrett (2008).
45. ↑  Delahunty (2004).
46. ↑  Staniforth (2008)，第146頁.
47. ↑  Heritage Victoria.
48. ↑  Victorian News (2011).
49. ↑  Northover (2012).